# Monjo (fusteria)
Un monjo és una peça vertical que separa les dues meitats d'una armadura de coberta o encavallada que acobla al vèrtex superior amb els parells i/o amb la filera (biga que suporta l'armadura o 'llom') i sosté pel seu punt mitjà al tirant, sense recolzar-s'hi, pot donar suport als tornapuntes.